# وشتاسب جلالي
وشتاسب جلالي (الفارسية: ویشتاسب جلالی) كان حاكمًا إيرانيًا محليًا لساري خلال الصراع الذي نشب بعد وفاة الحاكم الباوندي حسن الثاني بين حكام مازندران المحليين. كان من عائلة جلالي، وهي عائلة من مازندران حكمت ساري كحكام تابعين للباونديين.

## السيرة
في عام 1349 م، أمر الحسن الثاني بإعدام أحد أقوى مسؤوليه جلال بن أحمد جلال، الذي كان من عائلة الجلالي، وبالتالي كان قريبًا لوشتاسب. أدى الإعدام إلى ثورة من نبلاء مازندران. حاول حسن بعد ذلك الحصول على دعم من عائلة إيرانية أخرى تُعرف باسم الشلابيين. ومع ذلك، قتل ابنا الشلابي كيا أفراسياب حسن الثاني بينما كان الأخير في حمام. سيطر أفراسياب بعد ذلك على الأراضي الباوندية، مما يمثل نهاية الحكم الباوندي وبداية الدولة الأفراسيابية. ثم عقد السلام مع عائلة الجلالي، الذين أصبحوا الحكام المستقلين لساري. ومع ذلك، فقد اعتبره رعيته مغتصبًا، وفي عام 1359 م أطاح به المرعشي مير برزك.
ثم انقلب مير بزرك على عائلة جلالي؛ وسرعان ما نشبت معركة بين مير بزرك ووشتاب جلالي ونبيل جلالي آخر هو فخر الدين جلالي، حيث انتصر مير بزرك. وبمساعدة الموالين السابقين لكيا أفراسياب، قتل وشتاسب ابنًا لمير بزرك. وخلال الفترة نفسها، قُتل فخر الدين جلالي وأبناؤه الأربعة في معركة على يد مير بزرك، الذي دخل ساري بعد فترة وجيزة. ثم فرّ وشتاسب من ساري ولجأ مع عائلته إلى حصن. ومع ذلك، حاصر مير بزرك الحصن بعد فترة وجيزة، وتمكن من الاستيلاء عليه. ثم أعدم وشتاسب وأبنائه السبعة. ثم تزوج كمال الدين الأول بن مير بزرك، من ابنة وشتاسب لإنهاء الصراع.